# Геоморфология и палеогеография
«Геоморфология и палеогеография» (до 2022 — Геоморфология) — советский и российский научный журнал по геоморфологии и палеогеографии. Выходит 4 раза в год, включён в список научных журналов ВАК. Публикуется в электронном и печатном вариантах.
Выпускается с 1970 года.

## Описание
Журнал посвящён изучению рельефа Земли и формирующих его процессов. Публикуются научные статьи и заметки по вопросам геоморфологии суши, берегов и дна морей, палеогеографии; статьи, посвящённые результатам прикладного использования материалов геоморфологических исследований и применению новых методов в геоморфологии и палеогеографии. Ранее специализировался сугубо на геоморфологии.
Публикуются дискуссии по актуальным проблемам четвертичной науки. В журнале публикуются также рецензии на новые научные работы по перечисленным вопросам и хроникально-информационные сообщения о состоявшихся научных съездах, конференциях, совещаниях. Кроме того, с последних лет выходят тематические спецвыпуски.
Редакция находится в Москве, Институт географии РАН.
- Главный редактор — член-корреспондент РАН, зам. директора института А. В. Панин[4]. До 2022 года главредом был Валерий Павлович Чичагов, доктор географических наук, главный научный сотрудник ИГРАН.

Архивные выпуски журнала находятся в открытом доступе. Практикуется двойное слепое рецензирование. Индексируется в Scopus (с 1995 г.)